# Maria Răducanu
Maria Răducanu (ur. 3 listopada 1967 w Huși) – rumuńska piosenkarka oraz kompozytorka jazzowa. Znana ze swojej szerokiej skali głosu oraz nowoczesnych interpretacji rumuńskiej muzyki ludowej. W dzieciństwie nauczyła się od swojego ojca gry na skrzypcach i gitarze, natomiast śpiewu wyuczyła się sama.

## Dyskografia[4][5]
- Pe vale (razem z Vlaicu Golcea oraz Sorin Romanescu; 2002)
- Colinde (razem z Vlaicu Golcea oraz Sorin Romanescu; 2002)
- Lumini (razem z Mircea Tiberian; 2003)
- La Tarara (razem z Maxim Belciug; 2005)
- Troika (razem z Maxim Belciug; 2005)
- Pure Music (razem z Krister Jonsson; 2008)
- Ziori (2010)
- Rosa Das Rosas (razem z Mircea Tiberian oraz Lisle Ellis; 2011)
- Corindeni (razem z Mircea Tiberian; 2014)